# María Eugenia Rojas Correa
María Eugenia Rojas Correa, född 1932, colombiansk politiker. 
Hon var den första kvinnliga parlamentsledamoten i Colombia 1962-1964, dess första senator 1966-1974, och den första kvinna i Latinamerika som ställde upp i ett presidentval 1974. Hon var dotter till president Gustavo Rojas Pinilla.